# Asterina mahoniae
Asterina mahoniae är en svampart som beskrevs av Keissl. 1924. Asterina mahoniae ingår i släktet Asterina,  och familjen Asterinaceae.   Inga underarter finns listade.